# Arrowrockdammen
Arrowrockdammen är en dammbyggnad i Boise river, i västra delen av delstaten Idaho, USA.
Dammbyggnaden var när den uppfördes 1911–1915 med sina 110 meters höjd världens högsta. Redan 1924 blev den dock nedflyttad till en andraplats av Schrähdammen i Schweiz.
2010 invigdes ett vattenkraftverk i direkt anslutning till dammen. Verket har en turbin på 15 MW.